# Митрушенко, Иван Ефимович
Иван Ефимович Митрушенко (11 июня 1918, Анастасьино — 28 января 1977, Копейск) — советский шахтёр, начальник участка шахты № 4/6 комбината «Челябинскуголь». Герой Социалистического Труда (1948).

## Биография
Родился 11 июня 1918 года в деревне Анастасьино (ныне в Смоленском районе Смоленской области) в крестьянской семье. Русский. Член ВКП(б) с 1945 года.
В 1937 году переехал в город Копейск Челябинской области, где на одной из шахт работал его старший брат. С тех пор вся его жизнь была связана с угольной промышленностью. Начал трудиться посадчиком, вагонщиком, навалоотбойщиком, затем стал горным десятником. В работе проявлял настойчивость, инициативность, постоянно стремился овладеть в совершенстве своей специальностью. Окончил вечерние годичные курсы техников-практиков.
В годы Великой Отечественной войны продолжал работать на шахтах Копейска, постоянно перевыполнял производственные задания, обеспечил высокую производительность труда.
В 1946 году И. Е. Митрушенко был назначен начальником участка шахты № 4/6. Он предложил перейти на новый прогрессивный метод работы по цикличному графику, поддержанный шахтёрами Челябинского угольного бассейна. В результате этого резко возросла добыча угля.
Указом Президиума Верховного Совета СССР от 28 августа 1948 года за выдающиеся успехи в увеличении добычи угля, внедрение передовых методов работы, обеспечивающих значительный рост производительности труда, И. Е. Митрушенко присвоено звание Героя Социалистического Труда.
В последующие годы в течение двадцати пяти лет участок, который возглавлял И. Е. Митрушенко, был лучшим на комбинате «Челябинскуголь». В 1953 году он окончил Копейский горный техникум.
И. Е. Митрушенко принимал активное участие в общественной работе. Дважды избирался членом Кировского районного комитета КПСС, трижды — членом Копейского районного комитета КПСС, депутатом городского Совета народных депутатов.
Умер 28 января 1977 года. Похоронен в Копейске. Его именем названа улица в посёлке Старокамышенском.

## Награды
- Медаль «Серп и Молот» (28.08.1948);
- Орден Ленина (28.08.1948);
- Медаль «За трудовую доблесть»;
- Медаль «За трудовое отличие»;
- Медаль «За доблестный труд в Великой Отечественной войне 1941—1945 гг.»;
- почётный шахтёр.